# Río Quempiri
Der Río Quempiri, alternative Schreibweise: Río Quimpiri, ist ein etwa 100 km langer rechter Nebenfluss des Río Ene in Zentral-Peru in den Regionen Cusco und Junín.

## Flusslauf
Der Río Quempiri entspringt an der Westflanke der Cordillera Vilcabamba Norte im Distrikt Pichari der Provinz La Convención. Das Quellgebiet liegt auf einer Höhe von etwa 3080 m. Der Río Quempiri fließt anfangs 55 Kilometer in Richtung Nordwesten. Bei Flusskilometer 74 überquert er die Grenze zur Region Junín. Dort verläuft er im Distrikt Río Tambo der Provinz Satipo. Der Río Quempiri fließt im Unterlauf in Richtung Nordnordost. Er verläuft dabei in einem Abstand von etwa 2,5 km von dem weiter westlich fließenden Río Ene. Bei Flusskilometer 30 befindet sich die Eingeborenensiedlung Quempiri etwa einen Kilometer westlich vom Flusslauf. Der Río Quempiri mündet schließlich auf einer Höhe von etwa 402 m unmittelbar oberhalb der Mündung des Río Cutivireni in den Río Ene. Auf den unteren 40 Kilometern weist der Fluss ein stark mäandrierendes Verhalten mit zahlreichen engen Flussschlingen und Altarmen auf.

## Einzugsgebiet
Der Río Quempiri entwässert ein Areal von ungefähr 1150 km². Das Gebiet liegt an der Westflanke der nördlichen Cordillera Vilcabamba. Im Westen grenzt das Einzugsgebiet des Río Quempiri an das des oberstem gelegenen Río Ene, im äußersten Süden an das des Río Pichari sowie im Osten an das des Río Cutivireni. Der im Südosten des Einzugsgebietes innerhalb des Distrikts Pichari gelegene Teil gehört zum Schutzgebiet Reserva Comunal Asháninka.